# 1001
| Calendário gregoriano                                                        | 1001 MI                                              |
| Ab urbe condita                                                              | 1754                                                 |
| Calendário arménio                                                           | 450 – 451                                            |
| Calendário bahá'í                                                            | -843 – -842                                          |
| Calendário budista                                                           | 1545                                                 |
| Calendário chinês                                                            | 3697 – 3698 Início a 28 de janeiro (aproximadamente) |
| Calendário copta                                                             | 717 – 718                                            |
| Calendário etíope                                                            | 993 – 994                                            |
| Calendários hindus - Vikram Samvat - Calendário nacional indiano - Cáli Iuga | 1056 – 1057 922 – 923 4101 – 4102                    |
| Calendário Holoceno                                                          | 11001                                                |
| Calendário islâmico                                                          | 391 – 392                                            |
| Calendário judaico                                                           | 4761 – 4762                                          |
| Calendário persa                                                             | 379 – 380                                            |
| Calendário rúnico                                                            | 1251                                                 |
| Calendário solar tailandês                                                   | 1544                                                 |

1001 (MI, na numeração romana) foi um ano comum, o primeiro ano do século XI do Calendário Juliano, da Era de Cristo, e a sua letra dominical foi E (52 semanas), teve início a uma quarta-feira, terminou também a uma quarta-feira.
No território que viria a ser o reino de Portugal estava em vigor a Era de César que já contava 1039 anos.
| Ano completo                        |
| ----------------------------------- |
| Ano comum com início à quarta-feira |

## Eventos
- 1 de janeiro - Passagem para o século XI e para o segundo milénio.
- 1 de janeiro — O príncipe Estêvão I da Hungria é nomeado o primeiro rei da Hungria pelo Papa Silvestre II.
- O rei de Inglaterra Eduardo o Mártir é canonizado santo pelo Papa Silvestre II.
- Otto III, Imperador Sacro-Romano abre Câmara onde Carlos Magno está enterrado.

## Nascimentos
- Goduíno de Wessex. (data provável)
- 15 de agosto - Rei Duncan I da Escócia (m.1040).
- Nicéforo III Botaniates Imperador Bizantino.

## Mortes
- Wang Yi-Ch'eng, poeta chinês.
- Hrosvit, poeta paxão.